# Ternay (Rodano)
Ternay è un comune francese di 5 296 abitanti situato nel dipartimento del Rodano della regione Alvernia-Rodano-Alpi.

## Società

### Evoluzione demografica
Abitanti censiti